# Abaiang
Abaiang é um atol do grupo das Ilhas Gilbert, pertencentes a Kiribati.

## Geografia

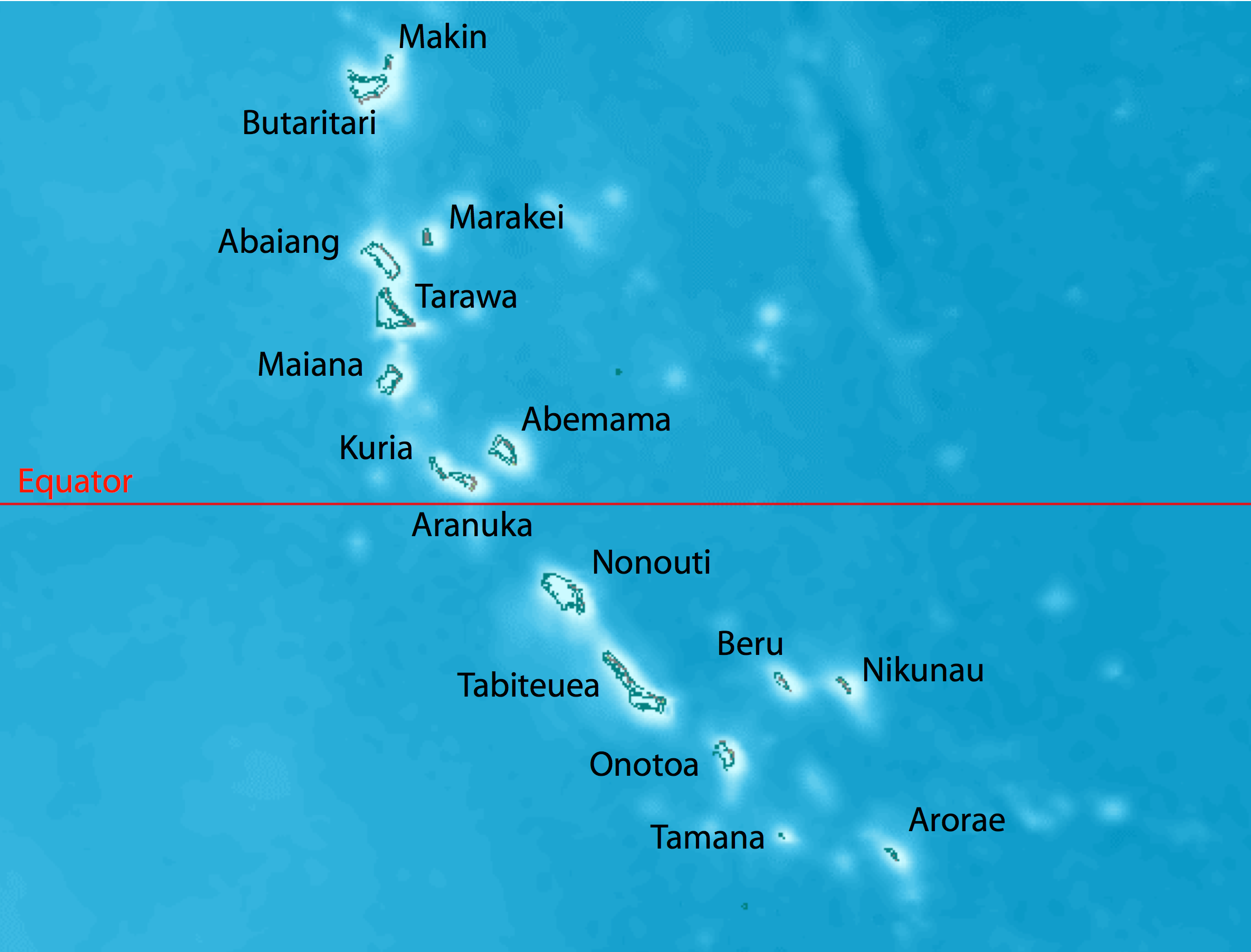
Ilhas Gilbert

Abaiang compreende 15 ilhotas ao redor de uma laguna, com uma área total de 17 km². A laguna está unida ao oceano pelo canal de Bingham. Sua população, segundo o censo de 1998, era de 3628 habitantes, em 2010, 5502 residentes.
Os seguintes povoados se encontram na maior ilha de Abaiang: Aonobuaka, Borotiam, Koinawa, Evena, Morikao, Tabontebike, Tabwiroa, Taburao, Takarano, Tanimaiaki, Tebanga, Tuarabu, Ubanteman

## História
Investigações recentes concordam que a ilha foi povoada por habitantes de Samoa há 500 ou 600 anos.
Em 1788, o capitão europeu Thomas Gilbert descobriu o atol, e o nomeou Charlotte Island.
A instituição mais reconhecida de Abaiang é o St. Josephs College, fundado em 1939 no qual é um dos institutos escolares mais reconhecidos de Kiribati. Seu atual diretor é Sir Paul Chilton, um imigrante britânico, e entre seus ex-alunos se encontra o atual presidente Anote Tong.

## Imagens

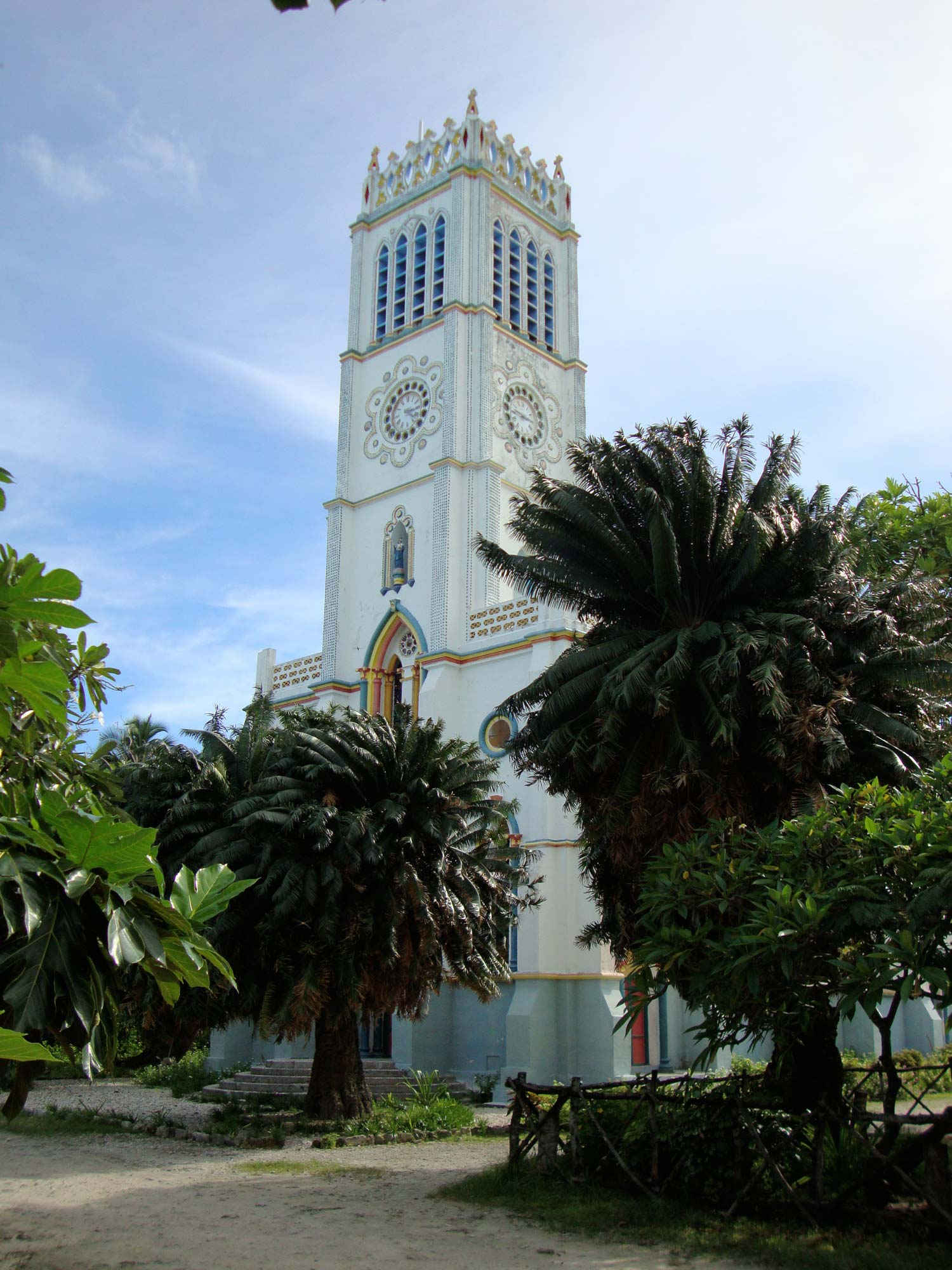
catedral católica em Koinawa
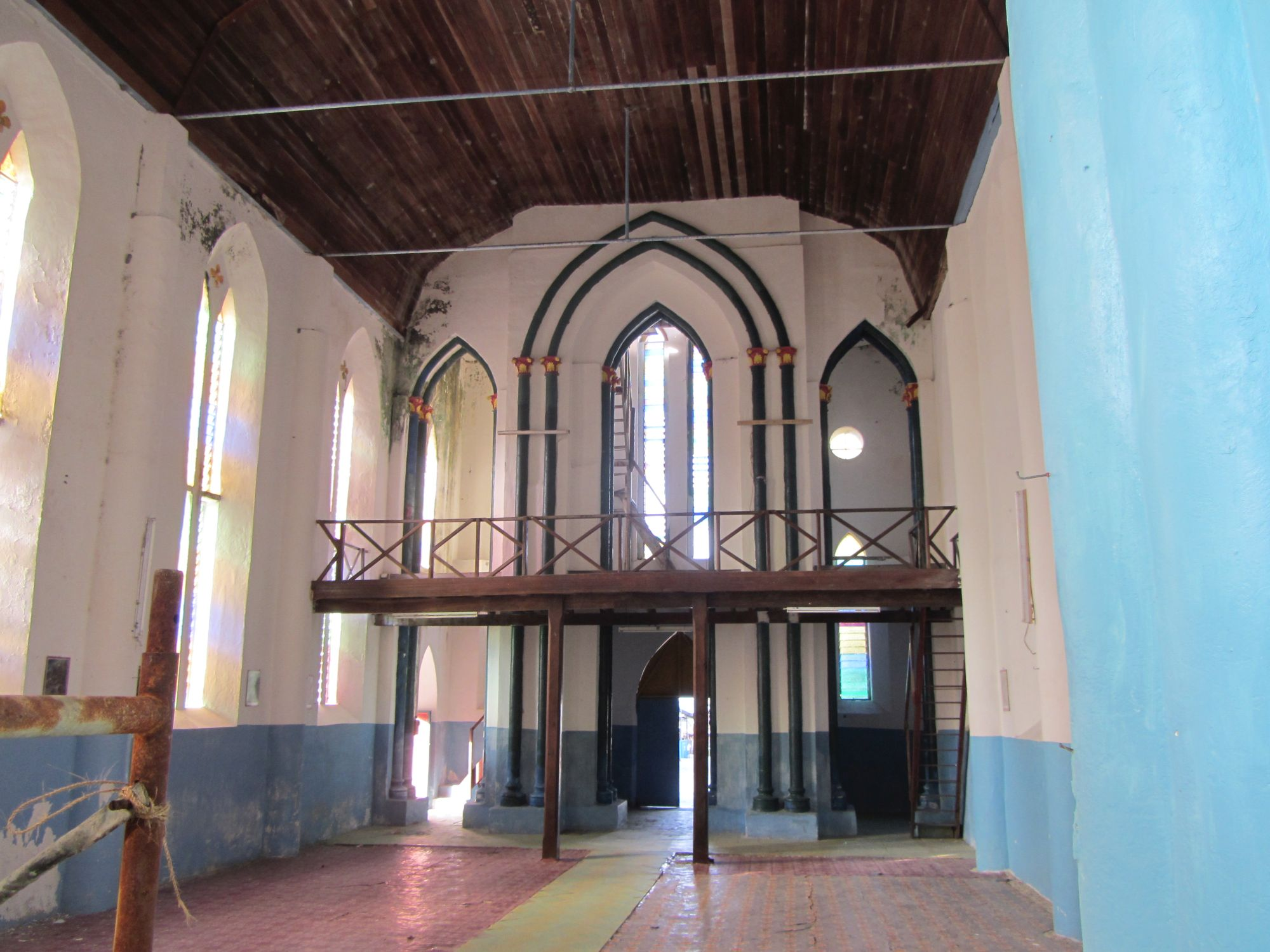
Interior da catedral
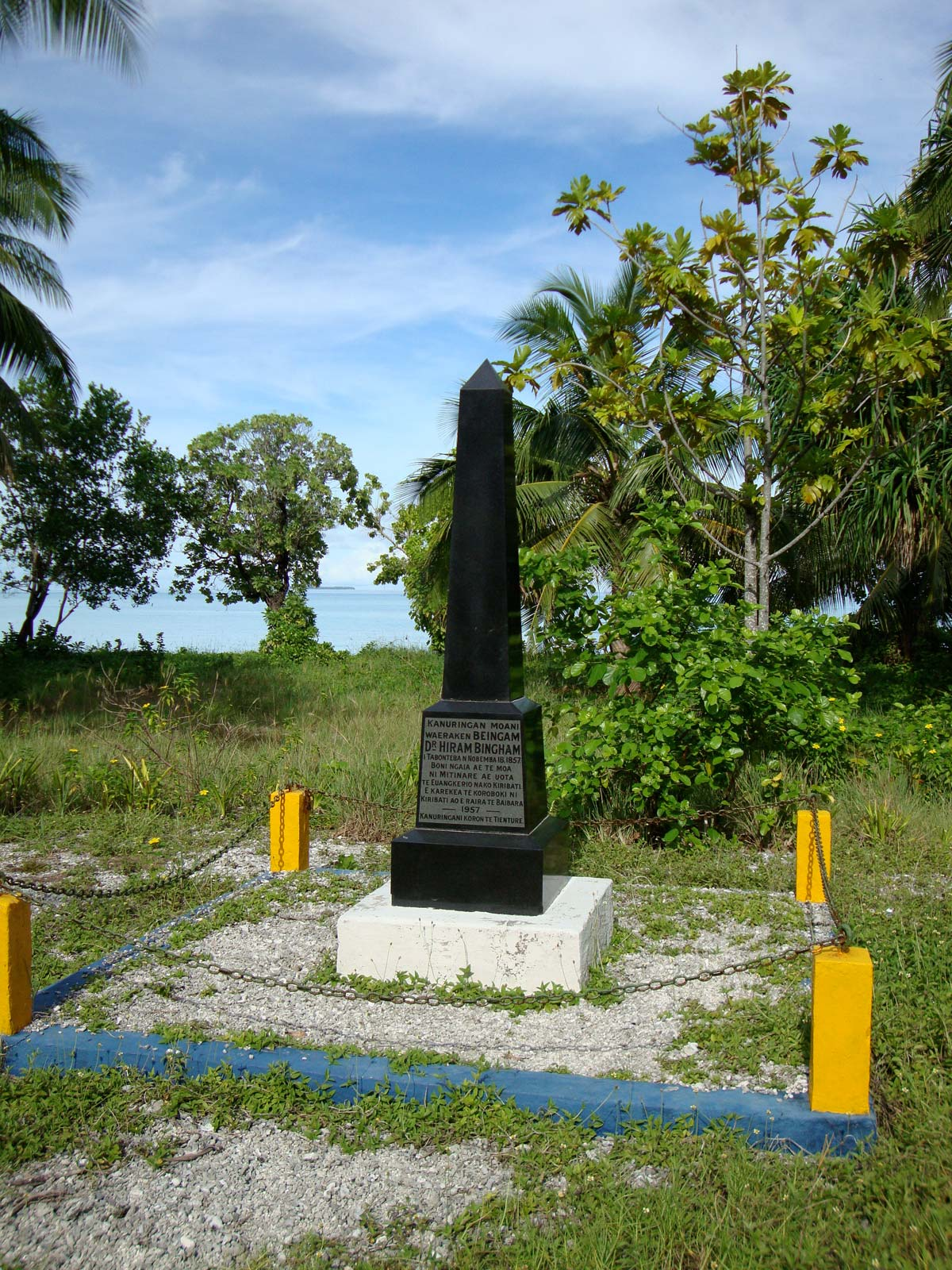
Monumento a Hiram Bingham II
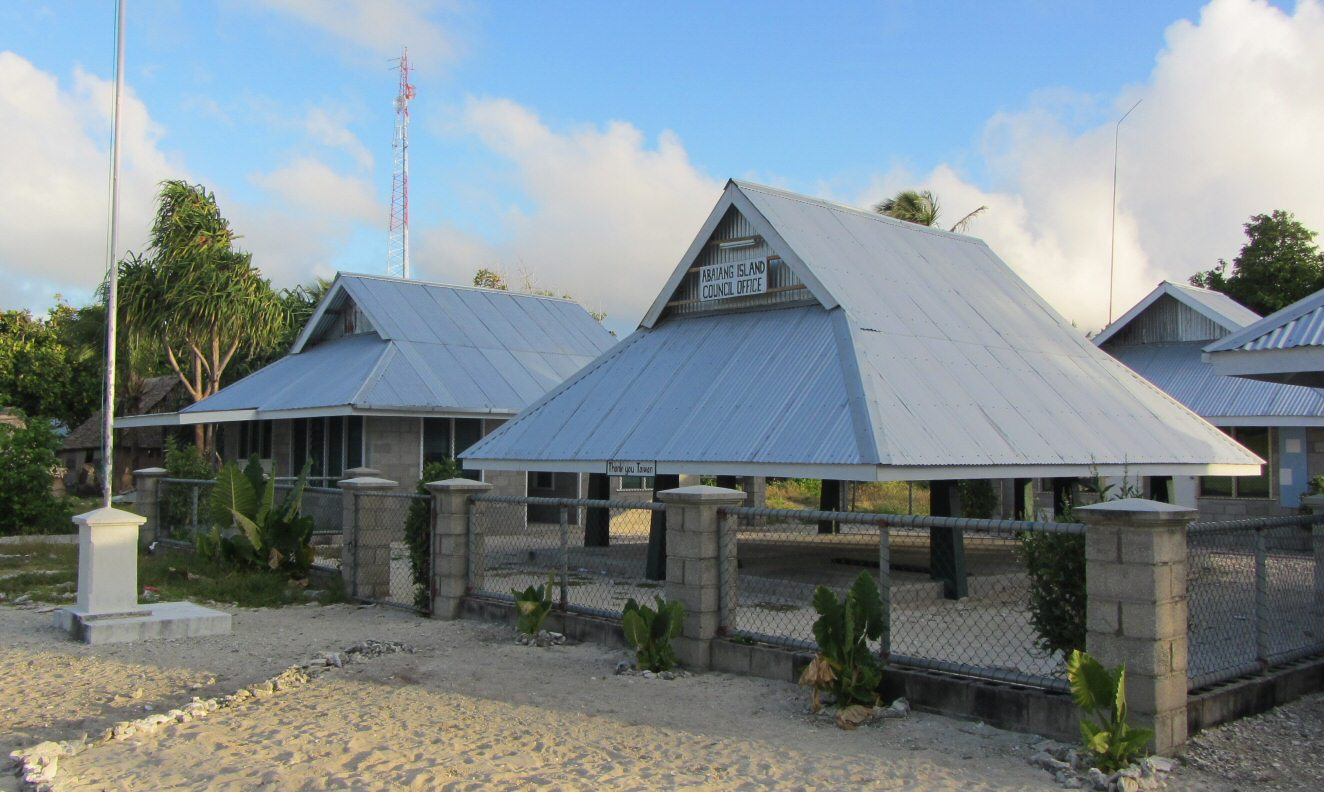
Abaiang Council Office
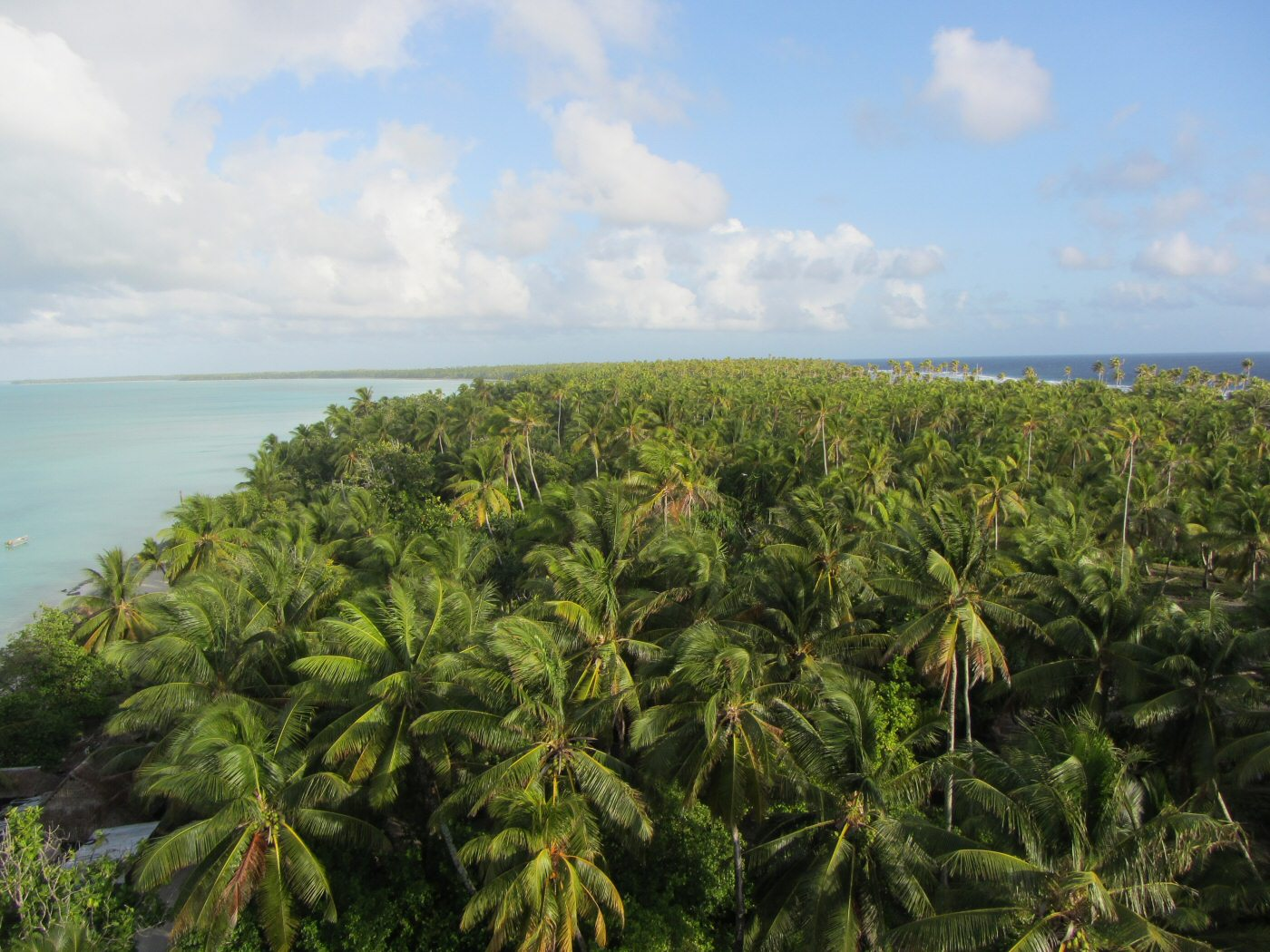
Vista da Catedral